# Six heures à perdre
Six heures à perdre è un film del 1947 diretto da Alex Joffé e Jean Lévitte.